# Chiesa di Sant'Andrea (Murlo)
La chiesa di Sant'Andrea è una chiesa cattolica che si trova a Frontignano, nel comune di Murlo.
Le prime notizie risalgono al XIII secolo, quando risultava sotto la giurisdizione dell'abbazia vallombrosana di Torri; in seguito passò sotto quella della pieve di Corsano; più volte saccheggiata agli inizi del Trecento, prima dalle truppe di Arrigo VII, poi dall'esercito pisano, fu sottoposta a un primo restauro a spese del Comune di Siena nel 1335.
Agli inizi del Cinquecento un proprietario terriero del luogo, Girolamo Baldi, donò alla chiesa un appezzamento di terreno, e nel 1538 fu concesso alla famiglia il giuspatronato. Un nuovo intervento di restauro fu condotto nel Settecento dagli Zondadari, che ornarono la chiesa di altari barocchi a stucchi, poi eliminati nel corso dei restauri novecenteschi. La chiesa è adesso di proprietà privata.